# Naaroides
Naaroides är ett släkte av fjärilar. Naaroides ingår i familjen nattflyn.
Kladogram enligt Catalogue of Life:
| Naaroides | \| \| Naaroides albostigma \| \| \| \| \| \| Naaroides ochraceolalis \| \| \| \| |
|           | \| \| Naaroides albostigma \| \| \| \| \| \| Naaroides ochraceolalis \| \| \| \| |
|           | Naaroides albostigma                                                             |
|           |                                                                                  |
|           | Naaroides ochraceolalis                                                          |
|           |                                                                                  |